# Dascha Polanco
Dascha Yolaine Polanco (Santo Domingo, 3 december 1982) is een Dominicaans-Amerikaans actrice. Ze won in zowel 2015, 2016 als 2017 een Screen Actors Guild Award, samen met de gehele cast van Orange Is the New Black.
Polanco maakte 2011 haar televisiedebuut, als Estella in een aflevering van de televisieserie Unforgettable. Haar eerste filmrol volgde twee jaar later, als Carmel in de dramafilm Gimme Shelter. Polanco werd in 2013 gecast als Dayanara 'Daya' Diaz in de serie Orange Is the New Black. Ze maakte in alle zeven seizoenen hiervan deel uit van de cast.

## Filmografie
*Exclusief televisiefilms
- DC League of Super-Pets (2022, stem)
- The Irishman (2019)
- Mutafukaz (2017, stem)
- The Perfect Match (2016)
- Joy (2015)
- The Cobbler (2014)
- Gimme Shelter (2013)

## Televisieseries
*Exclusief eenmalige gastrollen
- The Walking Dead: Dead City - Lucia Narvaez (2025, zes afleveringen)
- When They See Us - Elena (2019, twee afleveringen)
- Russian Doll - Beatrice (2019, vier afleveringen)
- American Crime Story - Lori Wieder (2018, drie afleveringen)
- Orange Is the New Black - Dayanara "Daya" Díaz (2013-2019, 89 afleveringen)

## Trivia
- Het meisje dat in aflevering acht van seizoen vijf van Orange Is the New Black een veertienjarige versie van Polanco speelt, is haar eigen dochter.

- Library of Congress Control Number: no2015040944
- MusicBrainz: 8216cbc9-3161-497f-a03e-782e7cf5e561
- Système universitaire de documentation: 220905800
- Virtual International Authority File: 315190435
- WorldCat: E39PBJvmMB6pjJjvjDdxmQGj4q